# Ctenophora pectinicornis
Ctenophora pectinicornis là một loài ruồi trong họ Ruồi hạc (Tipulidae). Chúng phân bố ở miền Cổ bắc.

## Hình ảnh

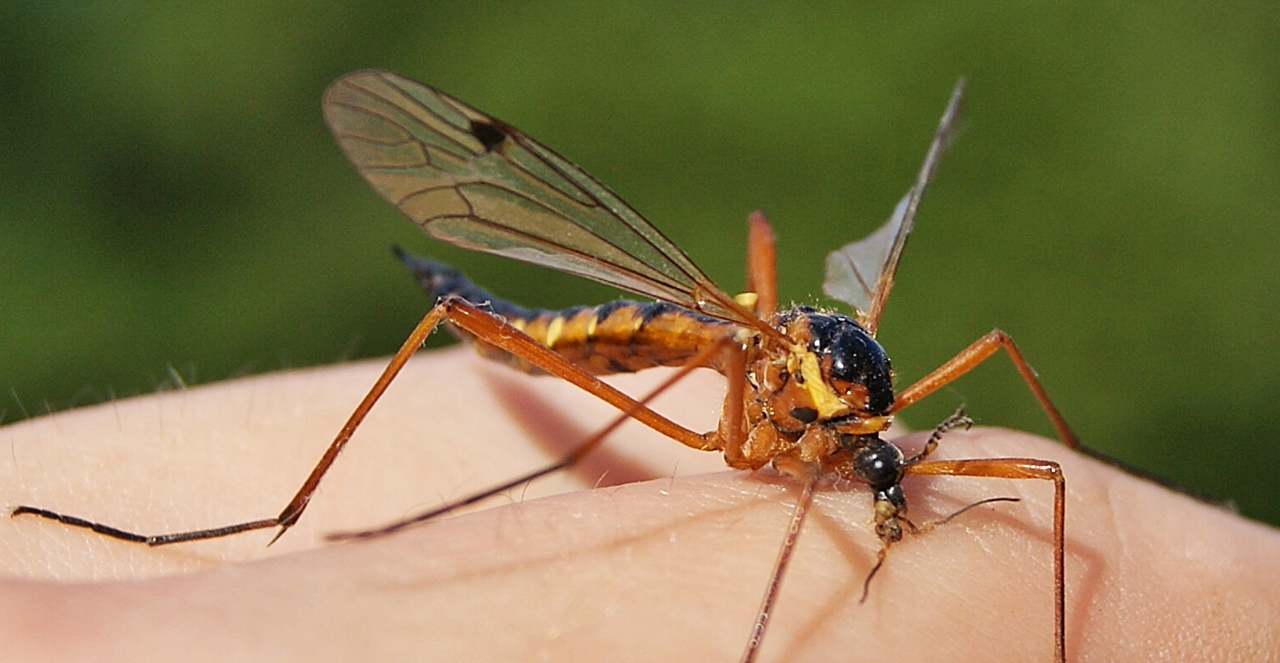
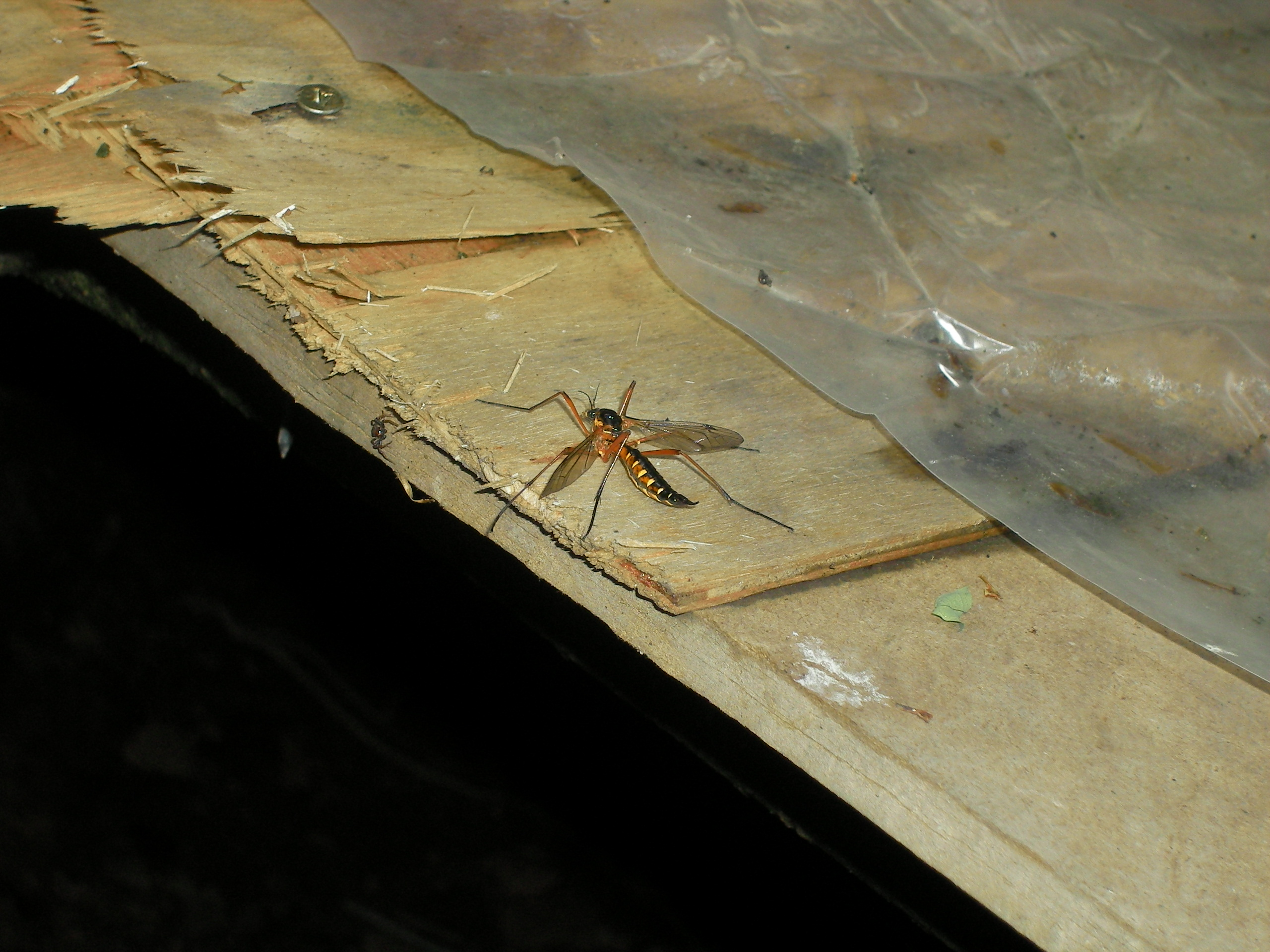
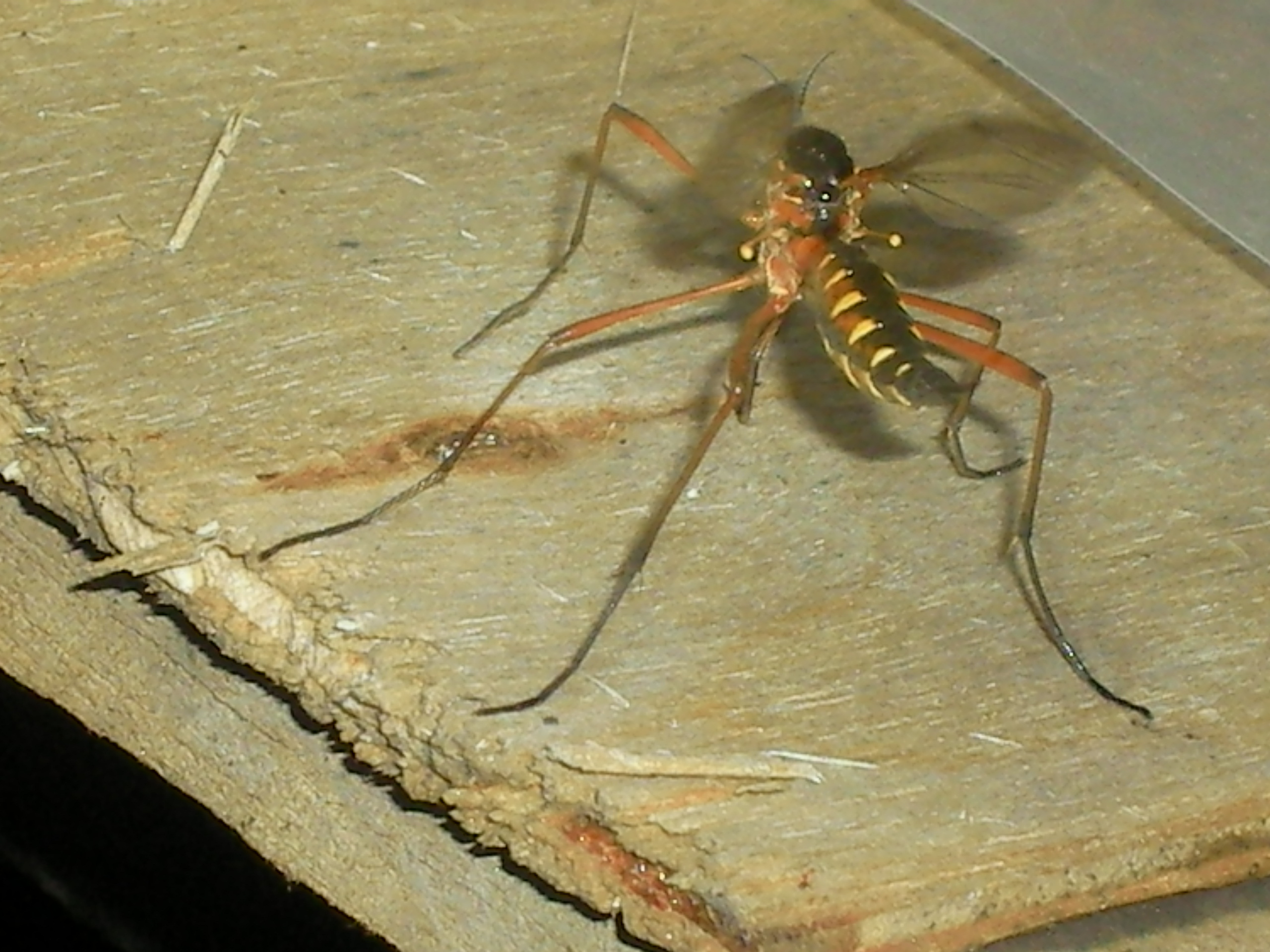

- Tư liệu liên quan tới Ctenophora pectinicornis tại Wikimedia Commons